# Maria Lobe
Maria Otgard Lobe (* 18. Juli 1912 in Breslau; † 24. März 2001 in Strausberg) war eine deutsche Widerstandskämpferin gegen den Nationalsozialismus und ein hochrangiges Mitglied der Nationalen Volksarmee.

## Leben
Maria Lobe wuchs in Breslau auf, wo sie im Februar 1932 ihr Abitur ablegte. Anschließend studierte sie Medizin. 1934 trat sie der auf Grund der Reichstagsbrandverordnung für illegal erklärten KPD bei. Ermutigt zu diesem Schritt wurde sie durch den Judenboykott, dem sie ablehnend gegenüberstand. Sie beteiligte sich an illegalen Flugblattverteilungen und wurde am 26. November 1934 festgenommen. Sie wurde zu neun Monaten Haft verurteilt, die sie durch Verbüßung der Untersuchungshaft abgeleistet hatte.
Sie durfte danach ihr Studium fortsetzen und legte am 18. Dezember 1938 ihr Staatsexamen ab. Anschließend war sie als Medizinpraktikantin an verschiedenen Krankenhäusern beschäftigt und versuchte dann als Volontärs-Assistentin nach Saarbrücken zu wechseln. Auf Grund ihrer politischen Vergangenheit zogen sich die Verhandlungen jedoch ein Jahr hin und so kam sie erst Januar 1941 in das Saargebiet. Sie hielt Kontakt zu einer KPD-Widerstandsgruppe in Berlin und stellte Verbindungen zu weiteren KPD-Gruppen her.  Am 12. April 1943 verhaftete die Gestapo in ihrer Wohnung in Saarbrücken zwei jüdische Flüchtlinge, die der Berliner Widerstandsgruppe angehörten. Im anschließenden Prozess konnte sie trotz einer denunziatorischen Aussage eines Arbeitskollegen ihre Unschuld beweisen. Der anschließende Prozess wurde mangels Beweisen eingestellt.
Gegen Ende des Zweiten Weltkriegs wurde sie nach Hoyerswerda versetzt, wo sie als Oberärztin arbeitete. Nach dem Krieg wechselte sie nach Dresden, dann nach Berlin. In der sowjetischen Besatzungszone war sie Hauptreferentin der Hauptverwaltung Gesundheitswesen der Deutschen Wirtschaftskommission. Von 1952 bis 1954 war sie für den medizinischen Dienst der Volkspolizei See tätig, 1956 wechselte sie zur Nationalen Volksarmee, wo sie als Oberst im medizinischen Dienst des Ministeriums für Nationale Verteidigung wirkte.
Politisch engagierte sie sich in der SED und war Mitglied der Kreisleitung. Vom 28. Februar 1947 bis zum 6. Oktober 1950 saß sie als Nachrückkandidatin im Sächsischen Landtag.

## Auszeichnungen und Ehrungen
- 1961 Ehrentitel Verdienter Arzt des Volkes
- 1965 Vaterländischer Verdienstorden in Bronze
- Hufeland-Medaille
- Verdienstmedaille der Nationalen Volksarmee in Gold
- Zudem wurde sie ins Ehrenbuch der Stadt Strausberg eingetragen.